# Störjaren
Störjaren är en sjö i Strömsunds kommun i Jämtland och ingår i Ångermanälvens huvudavrinningsområde. Sjön har en area på 0,221 kvadratkilometer och ligger 771 meter över havet. Störjaren ligger i Frostvikenfjällen Natura 2000-område. Sjön avvattnas av vattendraget Störjarbäcken.

## Delavrinningsområde
Störjaren ingår i det delavrinningsområde (718522-144450) som SMHI kallar för Utloppet av Störjaren. Medelhöjden är 828 meter över havet och ytan är 2,4 kvadratkilometer. Det finns inga avrinningsområden uppströms utan avrinningsområdet är högsta punkten. Störjarbäcken som avvattnar avrinningsområdet har biflödesordning 4, vilket innebär att vattnet flödar genom totalt 4 vattendrag innan det når havet efter 379 kilometer. Avrinningsområdet består mestadels av kalfjäll (91 procent). Avrinningsområdet har 0,22 kvadratkilometer vattenytor vilket ger det en sjöprocent på 9,2 procent.